# Municipio de Rendsville
El municipio de Rendsville (en inglés: Rendsville Township) es un municipio ubicado en el condado de Stevens en el estado estadounidense de Minnesota. En el año 2010 tenía una población de 161 habitantes y una densidad poblacional de 1,77 personas por km².

## Geografía
El municipio de Rendsville se encuentra ubicado en las coordenadas 45°43′24″N 95°56′1″O / 45.72333, -95.93361. Según la Oficina del Censo de los Estados Unidos, el municipio tiene una superficie total de 90.95 km², de la cual 90,08 km² corresponden a tierra firme y (0,96 %) 0,87 km² es agua.

## Demografía
Según el censo de 2010, había 161 personas residiendo en el municipio de Rendsville. La densidad de población era de 1,77 hab./km². De los 161 habitantes, el municipio de Rendsville estaba compuesto por el 98,14 % blancos, el 0,62 % eran amerindios y el 1,24 % eran de una mezcla de razas. Del total de la población el 0 % eran hispanos o latinos de cualquier raza.